# Clarissa Burt
Clarissa Burt	née le 25 avril 1959 à Philadelphie ou États-Unis est une actrice américano-italienne, personnalité de la télévision et ancienne mannequin, surtout connue pour avoir joué en 1990  le rôle de Xayide dans le film de  L'Histoire sans fin 2 : Un nouveau chapitre.

## Biographie
Clarissa Burt est née aux États-Unis où dans les années 1980 elle a  travaillé comme mannequin. Elle a déménagé en Italie où elle a  joué dans plusieurs comédies italiennes. En 1999, elle ouvre  à Rome sa société de production télévisée, Numen International. Elle s'est présentée aux élections du Parlement européen de 2004, soutenue par le parti de droite Alliance nationale, mais n'a pas été élue ; elle a également été évaluatrice des politiques culturelles de la municipalité d'Ardea de juillet 2004 à mars 2005,.

## Filmographie partielle
- Casa mia, casa mia... (1988)
- Caruso Pascoski, Fils d'un Polonais (1988)
- L'Histoire sans fin 2 : Un nouveau chapitre (1990)
- Edera (1992)
- Vento di primavera - Innamorarsi a Monopoli (2000)
- Sotto il cielo (2001)
- Natale in  India (2003)
- Souhait Homme (2019)

## Télévision
- Jeux olympiques de 1996 (correspondant, RAI UNO, Atlanta)
- Serata d'onore (Chanteur/Présentateur)
- Ricomincio da due (Animateur)
- Spécial Noël Disney (Hôte)
- Una notte al circo (acrobate, voltigeur)
- Un disco per l'estate (Présentateur/Chanteur)
- La talpa (Concurrent, 2010)
- L'isola dei famosi (concurrent, 2010)